# Maysville (Kentucky)
Maysville – miasto w Stanach Zjednoczonych, w stanie Kentucky, w hrabstwie Mason.